# باتشينكو

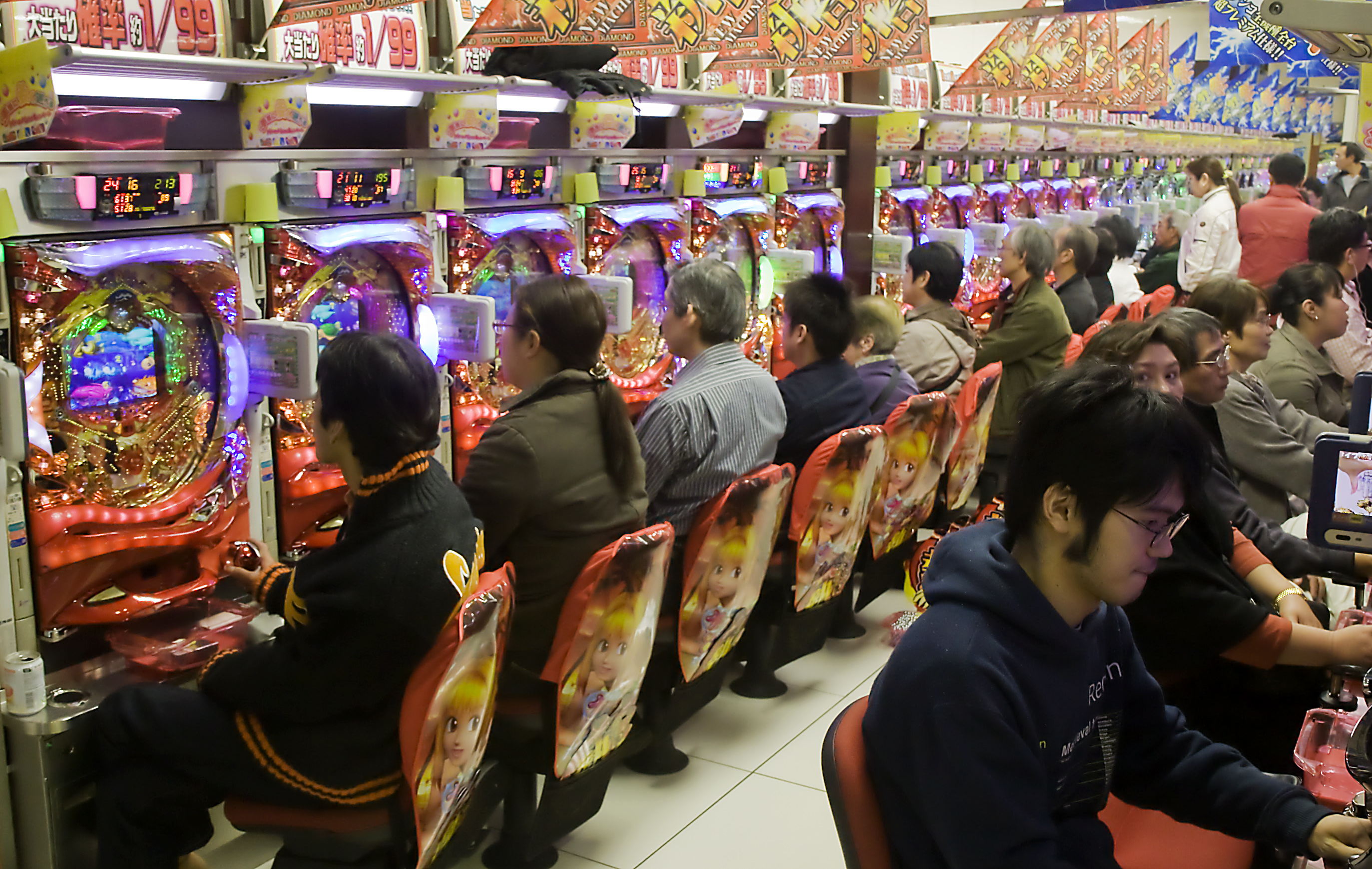
أحد صالات الباتشينكو في طوكيو

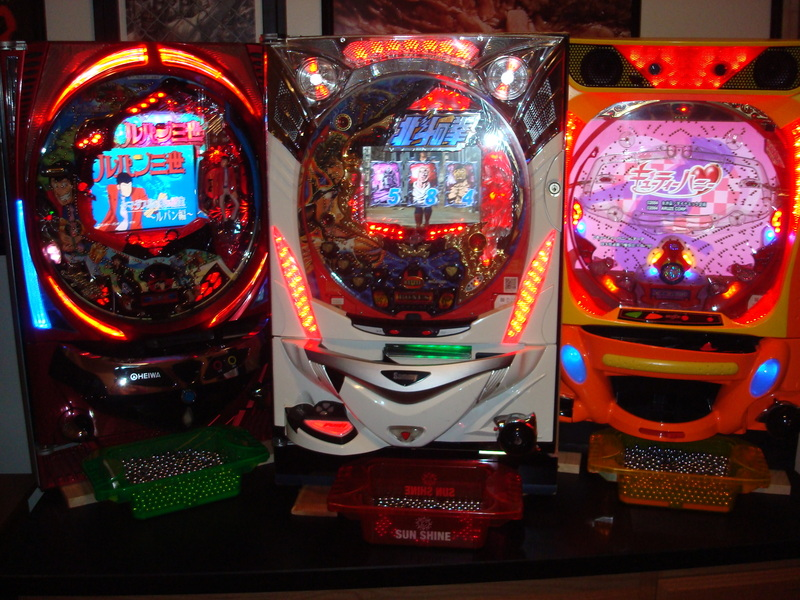
آلة باتشكينو ونشاهد الكرات بالأسفل

باتشينكو (パチンコ) هي لعبة إلكترونية تعد إحدى أكثر الألعاب الترفيهية شعبية في اليابان وتعتبر أحد أشكال القمار. لها أماكن خاصة عبارة عن صالات فسيحة، وتكثر في وسط المدن الكبرى، لها شكل جميل متعدد الألوان وأصوات مميزة.

## طريقة اللعب
يجلس اللاعب منفرداً أمام جهاز الباتشكينو، ويلعب مع الجهاز بمجموعة كرات صغيرة ملونة سبق وأن اشتراها من صالة الباتشكينو الخاصة، حيث يقوم بقيادتها إلى فتحة الربح، وفي حالة ربحه يكسب المزيد من الكرات، أما إذا فشل يخسر الكرات. ويمارس تلك اللعبة الملايين في اليابان.

## معرض صور

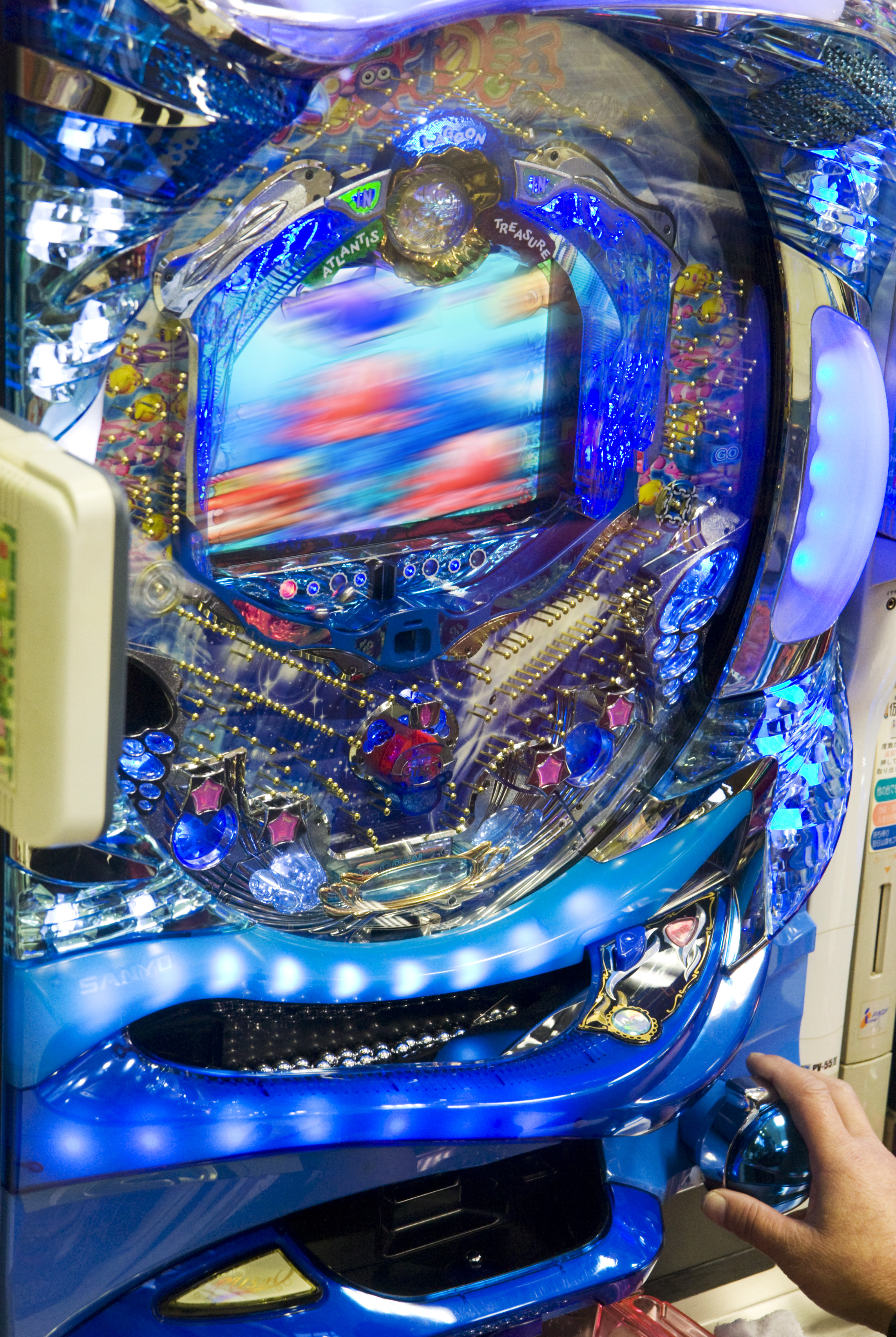
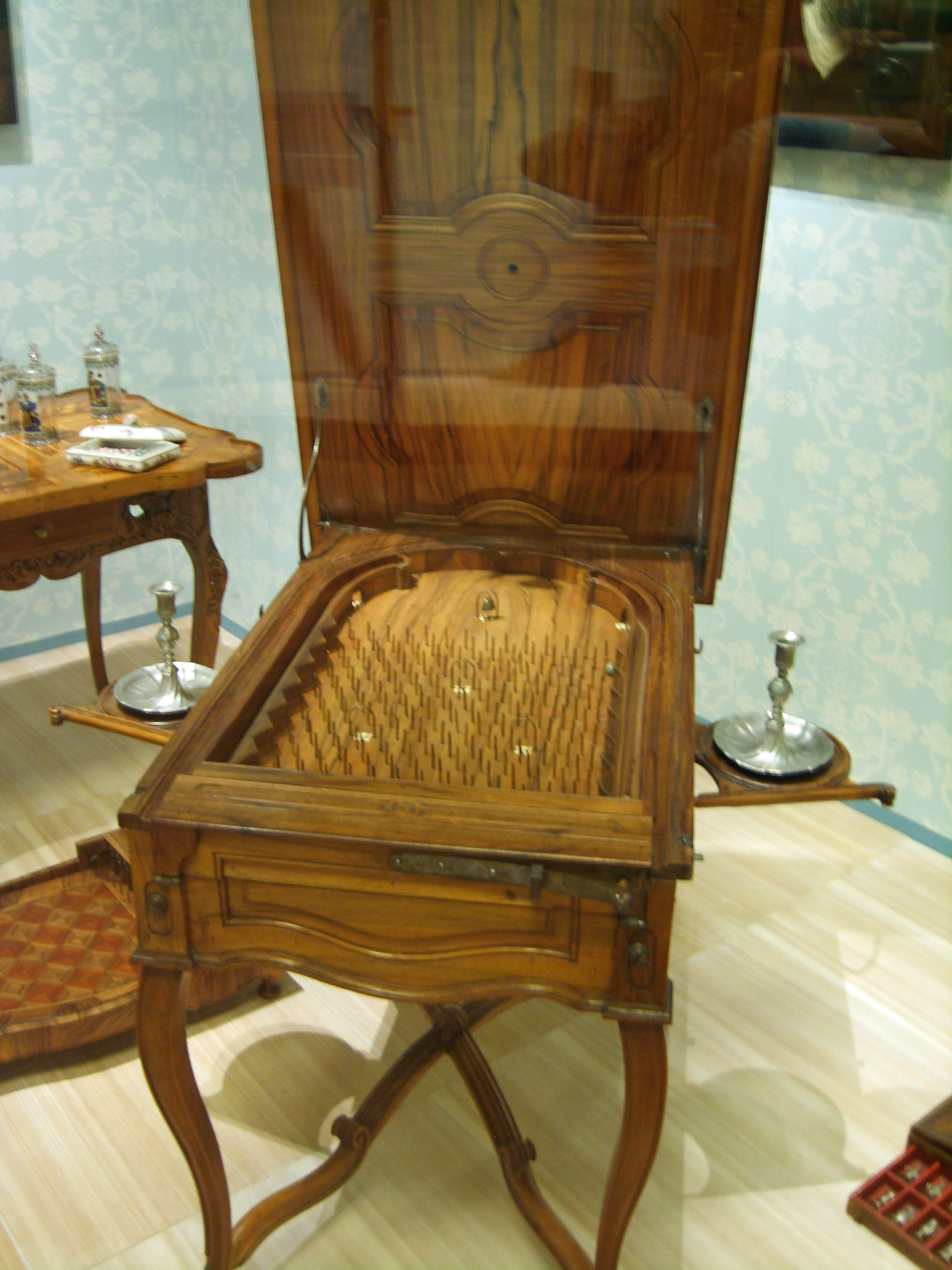
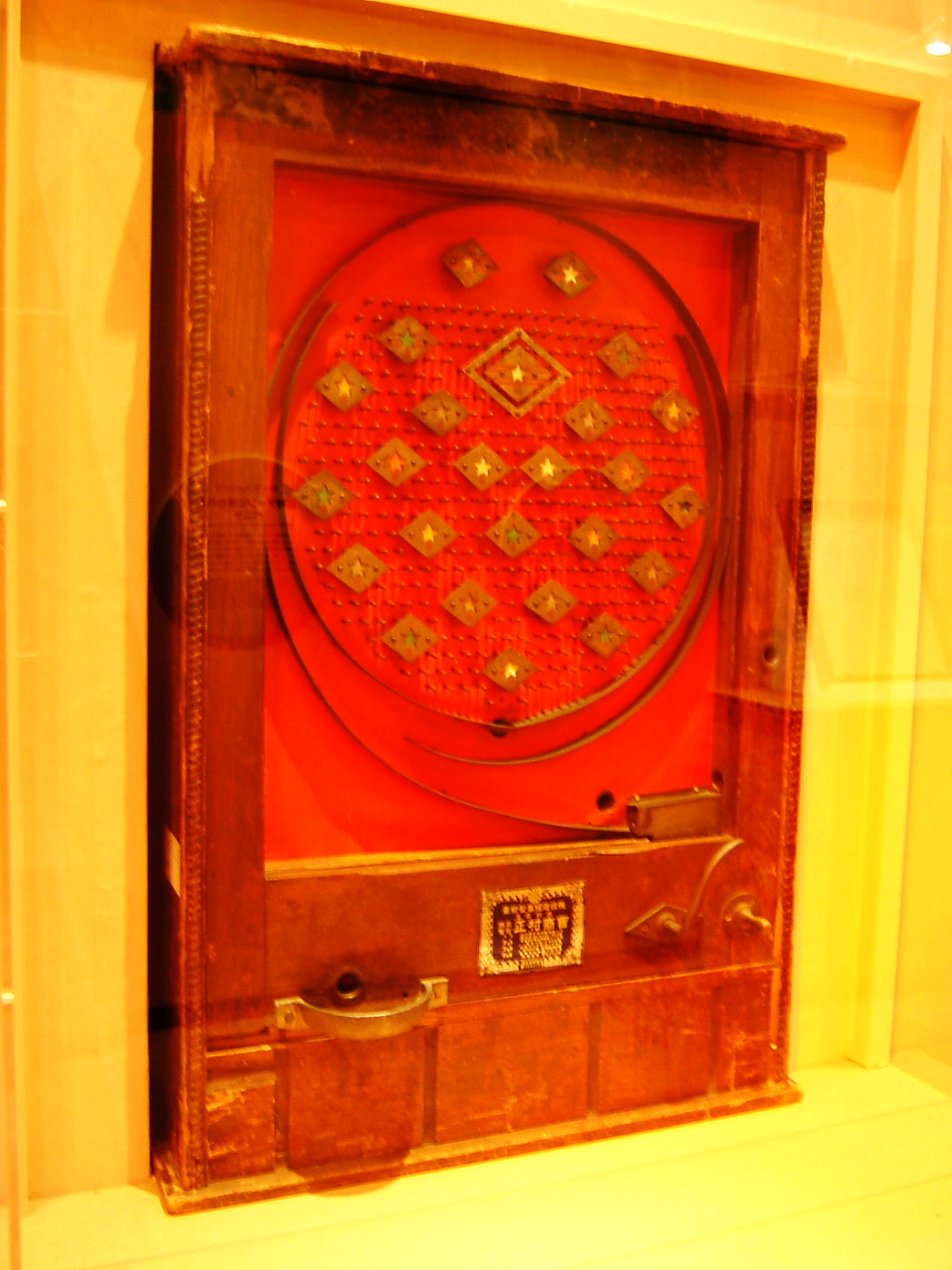